# Hipposcarus
Hipposcarus è un genere di pesci marini appartenenti alla famiglia Scaridae.

## Distribuzione e habitat
Sono diffusi nell'Indo-Pacifico tropicale. H. harid è diffuso nell'oceano Indiano e nel mar Rosso mentre H. longiceps lo sostituisce nel Pacifico occidentale.
Vivono nelle barriere coralline, soprattutto nelle lagune degli atolli.

## Descrizione
Hanno l'aspetto tipico degli Scaridae con corpo affusolato e denti fusi in un robusto "becco" impiegato per nutrirsi di alghe calcaree. La loro caratteristica più vistosa è il muso particolarmente allungato.
H. harid raggiunge eccezionalmente i 75 cm.

## Tassonomia
Il genere comprende 2 specie:
- Hipposcarus harid
- Hipposcarus longiceps